# Gino Peruzzi
Gino Peruzzi Lucchetti (Rosário, 9 de junho de 1992) é um futebolista argentino que joga atualmente no San Lorenzo.

## Títulos

### Campeonatos nacionais
| Título         | Club            | País      | Año     |
| -------------- | --------------- | --------- | ------- |
| Torneo Inicial | Vélez Sarsfield | Argentina | 2012    |
| Superfinal     | Vélez Sarsfield | Argentina | 2012/13 |